# Polimorfisme (llengua)
El polimorfisme lingüístic és el fenomen segons el qual coexisteixen dues o més unitats lèxiques, formalment relacionades, que serveixen per a expressar el mateix concepte.
En català aquest fenomen s'observa especialment en la morfologia verbal. Per exemple, la primera persona del singular del present d'indicatiu es pot escriure (i pronunciar) cant (forma que reflecteix la parla baleàrica majoritària), canto (forma del català central, tant oriental, pronunciat cantu, com occidental, pronunciat canto), cante (forma majoritària de la parla valenciana) o canti (forma pròpia de la parla rossellonesa).